# Kdybych na tebe zapomněl, Země
„Kdybych na tebe zapomněl, Země“ (anglicky „If I Forget Thee, Oh Earth...“) je postapokalyptická sci-fi povídka spisovatele Arthura C. Clarka, která vyšla v Československu ve sbírce Zpráva o třetí planetě z roku 1982 a v povídkových sbírkách Devět miliard božích jmen, Zkazky z planety Země a Výprava na Zemi.
V angličtině vyšla mj. ve sbírkách Expedition to Earth a The Nine Billion Names of God.
Clarkova povídka je post-apocalyptickou vizí a má sloužit jako antimilitaristické varování před možným zničením životního prostředí.

## Obsah povídky
Marvinovi bylo 10 let, když jej otec zavedl do dlouhých chodeb v budově vlády. Vyšli do nejvyššího poschodí a dostali se mezi rostliny na Farmě, kde to měl Marvin rád. Šli dál až ke vchodu do Observatoře a Marvin pochopil, že se poprvé ve svém životě podívá Ven.
Společně nasednou do připraveného automobilu a jakmile čerpadla odsají vzduch z přechodové komory a rozsvítí se kontrolka "Vakuum", vyjíždí do krajiny, kterou Marvin doposud znal pouze z fotografií. Nad obzorem visí Slunce, automobil projíždí pustinou se změtí kráterů, nechává Osadu daleko za sebou, sjíždí po úpatí hor, Slunce zapadá a vlády nad oblohou se ujímají hvězdy.
Když zastaví, otec ukáže synovi na obloze srpek Země. Září tak jasně, že chvíli Marvina oslepuje, ale nakonec se odváží pohlédnout na divy toho vzdáleného světa. Rozeznává obrysy kontinentů, bělavá mračna a třpyt slunečního svitu na polárních ledovcích. Zároveň spatří část disku, jež je skryta ve stínu a temně fosforeskuje. Dívá se na pohřební hranici planety, Země je nasáklá radioaktivitou a bude trvat celá staletí, než smrtící záře vyhasne a na Zemi se bude moci vrátit život.
Otec (zároveň hlavní vědec na lunární kolonii) počne vyprávět příběh, jenž pro Marvina dosud neznamenal víc než pohádky, které příliš nechápal. Život na mateřské planetě byl zničen jadernou válkou a Osada přežila jen díky tomu, že byla velmi daleko. Zásobovací rakety přestaly přilétávat, světla měst vyhasínala a nakonec kolonisté zůstali osamoceni, majíce v rukou budoucnost lidstva. Osada se musela vypořádat s tvrdými podmínkami, bojovat o přežití a zabezpečit se proti všem nástrahám a dokázala to.
Marvin pochopil, že on sám se nikdy nebude procházet po březích řek toho krásného světa, ale jednou se jeho potomci vrátí a budou žádat zpět své dědictví. On sám bude tento příběh vyprávět svým dětem na tom samém místě, kam ho dnes zavezl otec.

## Poznámka
Téma radioaktivní Země se objevuje i v tvorbě amerického spisovatele Isaaca Asimova, např. v sérii Nadace a sérii o Galaktické říši.